# Psihosomatika
Psihosomatika (psiho + grč. somatikos=tjelesni), je znanstveni stav u medicini, dijagnostici i terapiji, kojim se prihvaća da psihički sustav, emocije, osobito psihološki neugodni doživljaji, sukobi i neriješeni međuljudski odnosi, mogu izazvati tjelesne poremećaje i tjelesnu bolest.
U svom najširem značenju psihosomatika predstavlja stav da je svaki bolesnik, bez obzira na konkretnu simptomatiku, jedna cjelina, integralna struktura duha i tijela.
Učinci emocija na neke fiziološke funkcije su vrlo neposredni i lako uočljivi. Strah npr. izaziva bljedilo i povećava otkucaje srca, sram uzrokuje crvenilo, tuga i žalost pogoršavaju subjektivni osjet bolesti itd.

## Povijest
Znanstvena povijest psihosomatike je relativno kratka, jer je započeta tek 1930-tih. 
Najveći doprinos u tim istraživanjima imala je psihoanalitička škola, kojoj su pripadali F. Alexander, T. French, F. Dunbar, M. Schur i dr.

## Međudjelovanje
Iako do sada nije do kraja razjašnjen odnos između emocije i tjelesnog simptoma, potvrdile su se brojne teze o toj vrlo složenoj međurelaciji. Brojne studije dokazuju da iznenadni teški doživljaji, tjeskoba i napetost imaju snažan učinak na autonomni vegetativni sustav, narušavaju njegovu ravnotežu, mogu dovesti do funkcionalnih poremećaja, a ovi potom do organskih poremećaja sluznice ili organa. Neka istraživanja potvrđuju da specifične emocije mogu izazvati specifične pojave na organima.

## Trajanje bolesti i uzroka
Psihološki fenomen i tjelesna reakcija nemaju odnos samo u sadašnjosti, tj. u trenutku kad se nešto dogodi. Mnogi neugodni događaji u prošlosti, kao što su strah, agresivne želje, osjećaj krivnje i drugi, mogu i poslije imati svoj utjecaj na tjelesne sustave, te postupno u njima izazivati progresivno sve gore funkcionalne poremećaje i tjelesnu bolest.
Najnovija istraživanja ukazuju na to da rani neuspjeli odnosi majke i djeteta nisu samo važni za emocionani razvoj djeteta već i za njegove tjelesne reakcije i da mogu stvarati predispozicije za psihosomatske bolesti.

## Bolesti i dijagnostika
Dijagnostika psihosomatskog pristupa uključuje veliki broj bolesti kao što su: peptički ulkus (čir želuca ili dvanaesnika), spastični kolon (grčevi u crijevima, ulcerozni kolitis, kolitis s opstipacijom ili proljevima, oscilatorna hipertenzija (povremeno povišeni tlak), pretilost, pretjerana mršavost, astmatični napadaji (osobito u djece), razni ekcemi, poremećaji menstruacije, poremećaji u graviditetu, urtikarija i mnoge druge.

## Liječenje
Prema stajalištu psihosomatike, liječnik ne liječi samo bolest nego proširuje svoju brigu i na psihičke reakcije (ili uzroke) kod bolesnika.

## Vanjske poveznice
- Psychosomatic medicine org (engl.)
- Academi of Psy.Med. (engl.)
- Psihosomatika  Arhivirana inačica izvorne stranice od 25. rujna 2008. (Wayback Machine) (srp.)
- Psihosomatika  Arhivirana inačica izvorne stranice od 20. listopada 2007. (Wayback Machine) (hrv.)